# Vågstranda
Vågstranda är en kyrkby i Vestnes kommun i Møre og Romsdal fylke i västra Norge. Orten är belägen vid Europaväg 136, på södra sidan av Romsdalsfjorden. Här finns Vågstranda kyrka.
Tidigare har orten tillhört dåvarande Veøy kommun, därefter Rauma kommun. Den 1 januari 2021 fördes området kring orten över till Vestnes kommun.

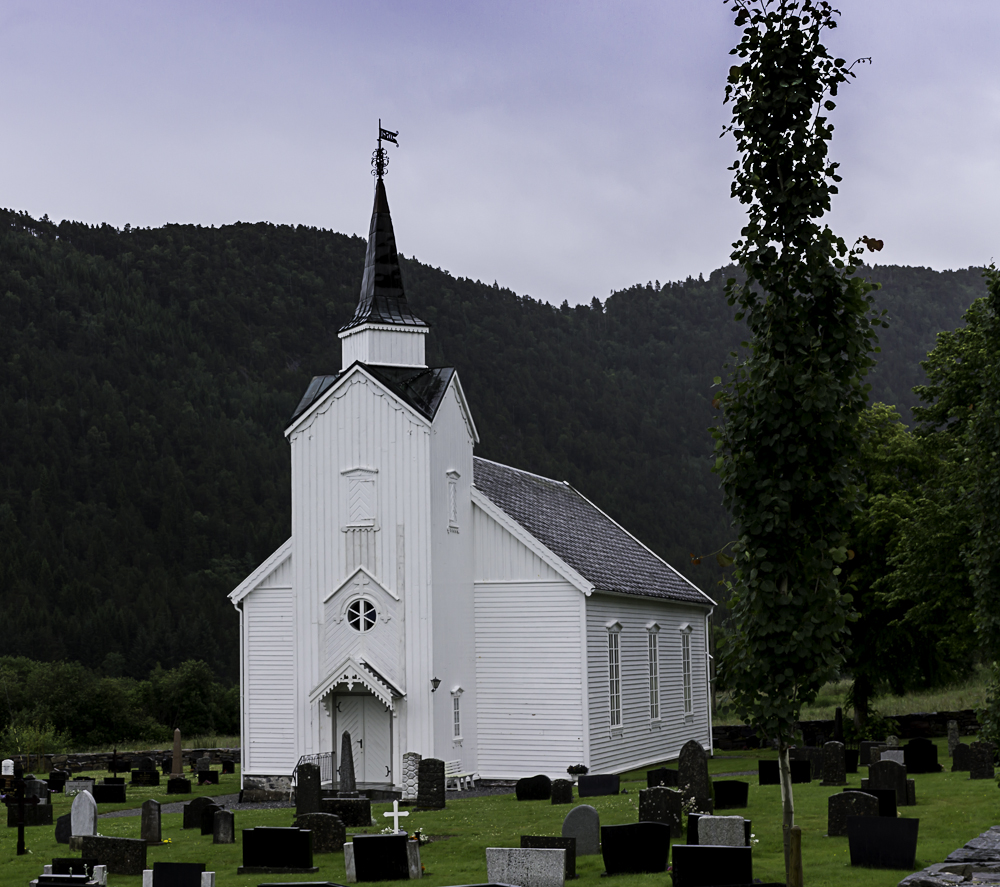
Vågstranda kyrka.